# Maurice Décamps
Pour les articles homonymes, voir Décamps.
Maurice Alfred Joseph Décamps, né à Paris le 2 octobre 1892 et mort le 8 octobre 1953 à Ermont (Val-d'Oise), était un artiste-peintre français spécialiste des compositions florales.

## Biographie
Il était le fils d'Alfred Emile Décamps, employé de commerce, et de Gabrielle Dupetit.
Peintre formé à l'École Régionale des Beaux Arts d'Amiens, élève de Pierre Eugène Montézin, il se posait en maître dans « l'Art de la fleur ».
Membre de l'école qui avait pour chefs de file Achille Cesbron, Fantin-Latour et Georges Jeannin, il recherchait l'harmonie et la puissance dans les représentations florales plutôt que la grâce, la finesse et la légèreté. Sur le plan du style, ses natures mortes s'inspirent du pointillisme et du luminisme de Alfred Sisley, Camille Pissarro et Claude Monet.
Il débute en 1913 au Salon des artistes français, dont il est sociétaire. Il y obtient une Mention honorable en 1926, puis une 2e médaille en 1927. Il est aussi honoré du Prix de la Savoie en 1926, du Prix de la Société des Paysagistes en 1927, du prix Raigecourt-Goyon en 1929 et du prix Justin Claverie en 1938.
En 1929, il présente au Salon des artistes français les toiles L'Allée des platanes et Le Royal (Layrac).

## Principales œuvres répertoriées dans les collections publiques françaises
- Le jardin de Mlle Marie au printemps, musée Cantini à Marseille[3]
- Maison normande (1933), musée Alfred Danicourt à Péronne[4]